# Mohammed Khalfan Bin Kharbash
Mohammed Khalfan Bin Kharbash (1956 — 12 de março de 2016) foi o ex-ministro das finanças e da indústria dos Emirados Árabes Unidos. A partir do emirado de Dubai, ele também preside um número de placas dos bancos.